# Darwinia (datorspel)
Darwinia är ett datorspel som utvecklades under år 2005 av Introversion Software. Darwinia är ett spel med abstrakt formgivning som bygger på en kombination av pussel och action. Spelet finns släppt till Windows, Mac OS, Linux och har även släppts i en utvecklad version kallad Darwinia+ till Xbox Live. En uppföljare kallad Multiwinia med stöd för flera spelare släpptes år 2008.